# Scottish First Division 2000-2001
La Scottish First Division 2000-2001 è stata la 95ª edizione della seconda serie del campionato di calcio scozzese, la 6ª edizione nel formato corrente di 10 squadre, sotto l'organizzazione della Scottish Football League (SFL). La stagione è iniziata il 5 agosto 2000 e si è conclusa il 5 maggio 2001.

Il Livingston ha vinto il campionato ed è stato promosso in Scottish Premier League.

Il Greenock Morton e l'Alloa Athletic sono stati retrocessi in Scottish Second Division.

## Stagione

### Novità
Dalla First Division 1999-2000 sono stati promossi in Premier League 2000-2001 il St. Mirren, primo classificato, e il Dunfermline, secondo classificato, per l'allargamento della Premier League a 12 squadre. Il Clydebank è stato retrocesso in Second Division 2000-2001.

Dalla Second Division 1999-2000 sono stati promossi il Clyde, primo classificato, l'Alloa Athletic, secondo classificato, e il Ross County, terzo classificato.

### Formula
Il campionato è composto di 10 squadre che si affrontano in un doppio girone di andata-ritorno per un totale di 36 giornate.

La prima classificata viene promossa direttamente in Scottish Premier League. Le ultime due classificate vengono retrocesse direttamente in Scottish Second Division.

## Squadre partecipanti
| Club            | Città       | Stadio                   | Posizione 1999-2000         |
| --------------- | ----------- | ------------------------ | --------------------------- |
| Airdrieonians   | Airdrie     | Excelsior Stadium        | 9º posto                    |
| Alloa Athletic  | Alloa       | Indodrill Stadium        | 2º posto in Second Division |
| Ayr Utd         | Ayr         | Somerset Park            | 7º posto                    |
| Clyde           | Cumbernauld | Broadwood Stadium        | 1º posto in Second Division |
| Falkirk         | Falkirk     | Falkirk Stadium          | 3º posto                    |
| Greenock Morton | Greenock    | Cappielow Park           | 8º posto (come Morton)      |
| Inverness       | Inverness   | Caledonian Stadium       | 6º posto                    |
| Livingston      | Livingston  | Energy Assets Arena      | 4º posto                    |
| Raith Rovers    | Kirkcaldy   | Stark's Park             | 5º posto                    |
| Ross County     | Dingwall    | Victoria Park (Dingwall) | 3º posto in Second Division |

## Classifica finale
|  | Pos. | Squadra         | Pt | G  | V  | N  | P  | GF | GS | DR  |
|  | ---- | --------------- | -- | -- | -- | -- | -- | -- | -- | --- |
|  | 1.   | Livingston      | 76 | 36 | 23 | 7  | 6  | 72 | 31 | +41 |
|  | 2.   | Ayr Utd         | 69 | 36 | 19 | 12 | 5  | 73 | 41 | +32 |
|  | 3.   | Falkirk         | 56 | 36 | 16 | 8  | 12 | 57 | 59 | -2  |
|  | 4.   | Inverness       | 54 | 36 | 14 | 12 | 10 | 71 | 54 | +17 |
|  | 5.   | Clyde           | 47 | 36 | 11 | 14 | 11 | 44 | 46 | -2  |
|  | 6.   | Ross County     | 43 | 36 | 11 | 10 | 15 | 48 | 52 | -4  |
|  | 7.   | Raith Rovers    | 38 | 36 | 10 | 8  | 18 | 41 | 55 | -14 |
|  | 8.   | Airdrieonians   | 38 | 36 | 8  | 14 | 14 | 49 | 67 | -18 |
|  | 9.   | Greenock Morton | 35 | 36 | 9  | 8  | 19 | 34 | 61 | -27 |
|  | 10.  | Alloa Athletic  | 32 | 36 | 7  | 11 | 18 | 38 | 61 | -23 |

Legenda:

      Promossa in Premier League 2001-2002
      Retrocesse in Second Division 2001-2002
Tre punti a vittoria, uno a pareggio, zero a sconfitta.
La classifica viene stilata secondo i seguenti criteri:
- Punti conquistati
- Differenza reti generale
- Reti totali realizzate
- Punti realizzati negli scontri diretti
- Differenza reti negli scontri diretti
- Reti realizzate negli scontri diretti

### Verdetti
- Livingston vincitore della Scottish First Division e promosso in Scottish Premier League 2001-2002
- Greenock Morton e Alloa Athletic retrocesse in Scottish Second Division 2001-2002.

## Statistiche

### Media spettatori
| Club            | Pos. | Media |
| --------------- | ---- | ----- |
| Livingston      | 1    | 3,624 |
| Ross County     | 6    | 2,817 |
| Falkirk         | 3    | 2,499 |
| Ayr Utd         | 2    | 2,411 |
| Inverness       | 4    | 2,132 |
| Raith Rovers    | 7    | 1,791 |
| Airdrieonians   | 8    | 1,724 |
| Clyde           | 5    | 1,466 |
| Greenock Morton | 9    | 1,314 |
| Alloa Athletic  | 10   | 933   |